# Irene Grandi
Pour les articles homonymes, voir Grandi.
Irene Grandi (née le 6 décembre 1969 à Florence, en Italie) est une chanteuse italienne, auteur-compositrice, productrice, musicienne, actrice et animatrice de télévision.  
Au cours de sa carrière elle a vendu environ 5 millions d'albums,.

## Biographie
Irene Grandi est née à Florence, le 6 décembre 1969. Elle fait ses débuts en 1994 au Festival de Sanremo dans la catégorie « nouvelles propositions  » avec la chanson « Fuori ».
Son premier album « Irene Grandi  » sort la même année et contient des chansons écrites avec Eros Ramazzotti (Sposati subito) et Jovanotti (T.V.B.)..").  En 1995, sort son deuxième album, « In vacanza da una vita  » avec des chansons comme « In vacanza da una vita » et « bum Bum ». 
Ces albums ont été suivis par d'autres : Fortuna purtroppo, Verde rosso e blu, Cose da Grandi et Indelebile.
En 2000, elle se classe deuxième au Festival de San Remo avec la chanson « La tua ragazza sempre » écrite par Vasco Rossi.
En 2004, elle fait ses débuts comme présentatrice à la télévision italienne avec Marco Maccarini au Festivalbar.
En 2010 elle participe au 60e Festival de Sanremo avec la chanson La cometa di Halley.
Elle participe au Festival de Sanremo 2015 avec la chanson « Un vento senza nome ». Elle a participé quatre fois au Festival de Sanremo six fois au Festivalbar.

## Discographie
| Albums - 1994 Irene Grandi - 1994 Irene Grandi (German Edition) - 1995 In vacanza da una vita - 1997 Per fortuna purtroppo - 1998 Irene Grandi (Spanish Version) - 1999 Verde rosso e blu - 2000 Verde rosso e blu (Special San Remo 2000) - 2001 Irek - 2002 Kose da Grandi (CD-ROM) - 2003 Prima di partire - 2004 Irene Grandi live '03 (CD live) - 2005 Indelebile - 2005 Irene Grandi LIVE (DVD Live) - 2007 IreneGrandi.HITS - 2008 Canzoni di Natale - 2010 Alle porte del sogno - 2012 Irene Grandi & Stefano Bollani | Singles - 1993 – Un motivo maledetto - 1994 – Fuori - 1994 – Fuori (radio edit) - 1994 – Weil du unders bist - 1994 – Sposati subito - 1994 – Tvb - 1994 – Vai, vai, vai - 1994 – Cose da grandi - 1995 – Bum Bum - 1995 – In vacanza da una vita - 1995 – Dolcissimo amore - 1996 – Fai come me - 1997 – Che vita è - 1998 – Otto e mezzo - 1998 – Que vida es - 1998 – Primitiva - 1999 – Eccezionale - 1999 – Verde, rosso e blu - 2000 – La tua ragazza sempre - 2000 – Francesco - 2001 – Per fare l'amore - 2001 – Sconvolto così - 2003 – Prima di partire per un lungo viaggio - 2003 – Buon compleanno - 2005 – Lasciala andare - 2005 – Non resisto - 2007 – Bruci la città - 2008 – Sono come tu mi vuoi - 2008 – Bianco Natale - 2010 – La cometa di Halley - 2010 – Alle porte del sogno |